# Maddalena Buonsignori
Maddalena Buonsignori, nota anche come Maddalena Bonsignori o Maddalena Bianchetti Bonsignori (Bologna, ... – 1396), è stata una giurista italiana e docente di Diritto all'Università di Bologna, secondo quanto dice la tradizione. Figura celebre ed emblematica delle donne di successo del passato, nel corso del tempo sia la sua carriera che la sua stessa esistenza sono state rimesse in discussione.

## Biografia
Secondo diverse fonti, come ad esempio Antonio Masini nel suo Bologna perlustrata e Ginevra Canonici Fachini che riprende Giammaria Mazzuchelli, Maddalena Buonsignori nacque a Bologna e dopo la laurea in legge divenne "lettrice" di Diritto nello Studio bolognese dal 1380 al 1396, data della sua morte.
Scrisse anche un trattato in latino, il De Legibus Connubialibus (Delle leggi coniugali), in cui esplorò la condizione giuridica delle donne del suo tempo sotto diversi punti di vista, combinando «una profonda conoscenza delle leggi antiche con un'interpretazione acuta e originale» secondo Magliani.
Le fonti la indicano come moglie di Giovanni Bianchetti, a sua volta giurista, per cui è chiamata anche Maddalena Bianchetti Bonsignori.
Come le altre celebri donne "lettrici" dello Studio bolognese, quali Novella e Bettina D'Andrea o ancora Bettisia Gozzadini e Giovanna di Matteo Bianchetti, Buonsignori è stata a lungo celebrata e portata ad esempio.

## La messa in dubbio delle fonti
Non è chiaro fino a che punto quanto tramandato dalle fonti storiche su questa figura bolognese sia vero, sia per alcuni casi di falsificazione settecenteschi al limite dell'agiografico, sia perché vengono indicate ben due illustri giuriste Bianchetti Buonsignori (o Bianchetti Bonsignori) contemporanee e in cattedra nella stessa città, fatto di per sé eccezionale vista la scarsa possibilità per le donne di accedere a ruoli di prestigio nei secoli passati: Maddalena Buonsignori Bianchetti, moglie del giurista Giovanni, e tale Giovanna Bianchetti Buonsignori, o Giovanna Elena Bonsignori, indicata anche come «Giovanna Bianchetti figlia di Matteo e moglie di Bonsignore». Una coincidenza che potrebbe indicare un margine d'arbitrio e una possibile confusione: qualcuno arriva persino a ipotizzare che Maddalena fosse figlia di Giovanna, altri a supporre che mentre una entrava nella famiglia Bianchetti per matrimonio, l'altra ne usciva, sempre per raggiungere il marito.
Il primo ad affermare che Maddalena Buonsignori scrisse un trattato fu il giureconsulto Francesco Argelati, poi ripreso da altre fonti.
Tra le voci critiche del Settecento, ma piuttosto isolata, si levò quella di Giovanni Fantuzzi che liquidò come completamente inventato il personaggio della celebre Dorotea Bocchi, in mancanza di prove, lasciando intendere — secondo lo storico Tommaso Duranti e altri — che occorre essere scettici anche riguardo alle altre giuriste medievali dell'Alma Mater Studiorum, quali Bettisia Gozzadini, Novella D'Andrea e Maddalena Bonsignori. Tuttavia, la maggior parte delle cronache biografiche ed enciclopedie riprende le informazioni da scrittori precedenti in modo acritico, mentre le fonti primarie e sue contemporanee sono scarse se non assenti.
Secondo Duranti, il ritratto in terracotta di Maddalena Buonsignori, modellato dall'anonimo scultore di Casa Fibbia nel 1680-1690, «rivela una genericità di invenzione mancante di modelli iconografici precedenti».
Come affermato anche dalla storica Paula Findlen, di fatto non sono mai state trovate tracce di laureate allo Studio bolognese prima di Laura Bassi, il cui primato è ormai stabilito e provato, nell'anno 1732. (vedi anche Bettisia_Gozzadini#XXI_secolo).
Se anche Maddalena Buonsignori potrebbe essere esistita, bisogna essere particolarmente scettici sulla sua laurea e il suo ruolo accademico.

## Riconoscimenti
Maddalena Buonsignori è citata in vari cataloghi biografici femminili e di personalità illustri attraverso i secoli.
Il suo busto in terracotta, opera del 1680-1690 circa dello Scultore di Casa Fibbia e parte del ciclo di ritratti di donne bolognesi illustri un tempo conservato a Palazzo Felicini-Fibbia, è oggi esposto al Museo della storia di Bologna di Palazzo Pepoli.

## Nella cultura di massa
Maddalena Buonsignori compare nel videogioco Tsardoms Total War mod e nell'opera The Dinner Party di Judy Chicago.